# Disney Universe
Disney Universe is een computerspel uit 2011 ontwikkeld door Disney Interactive en Pixar. Het spel is beschikbaar voor PlayStation 3, Xbox 360, Wii en Microsoft Windows. 

## Gameplay
Het spel lijkt op Lego games of LittleBigPlanet, met een paar opmerkelijke toevoegingen. Er kunnen maximaal vier vrienden  verbinding maken via een lokale multiplayer en spelen via 6 verschillende werelden om vijanden te verslaan of om power-ups en munten te verzamelen. Een unieke eigenschap is dat de vijanden actief proberen een speler zijn voortgang te belemmeren door het opzetten van vallen of verbergen van de belangrijkste items.
De grootste aantrekkingskracht van het spel is dat spelers zich kunnen kleden in meer dan 45 personages uit de klassieke en moderne Disney en Pixar-figuren zoals Alice in Wonderland, Tron: Legacy, Monsters en co., Lilo & Stitch, De Kleine Zeemeermin, Aladdin, The Lion King, Mickey Mouse, Robin Hood, Pirates of the Caribbean, Peter Pan, Doornroosje, De prinses en de kikker, 101 Dalmatiërs, Assepoester, Sneeuwwitje en de zeven dwergen, Hercules, Winnie the Pooh, The Muppets, Tinker Bell en de Verloren Schat, The Jungle Book, Rapunzel, WALL-E en Finding Nemo.

### Werelden
De basisversie van het spel omvat zes werelden gebaseerd op animatie en speelfilms van Disney en Pixar zoals Monsters en co., The Lion King, Aladdin, Alice in Wonderland, WALL-E en Pirates of the Caribbean. Elke wereld is verdeeld in drie zones, die op hun beurt zijn onderverdeeld in drie niveaus. Dus, om een wereld van Disney te nemen, moet de speler overwinnen van de negen niveaus.

## Kostuums
De speler dient een kostuum te kiezen waardoor hij verandert in het overeenkomstige Disney of Pixar-personage en ook zijn specifieke vaardigheden hierdoor krijgt. Bij start is er slechts een basisset van kostuums beschikbaar, maar deze wordt uitgebreid naargelang de speler vordert.